# Karangtanjung (Cililin)
Karangtanjung is een bestuurslaag in het regentschap Bandung Barat van de provincie West-Java, Indonesië. Karangtanjung telt 7635 inwoners (volkstelling 2010).